# Nomada fabriciana
Nomada fabriciana là một loài Hymenoptera trong họ Apidae. Loài này được Linné mô tả khoa học năm 1767.